# دم‌شش‌پره
دم‌شش‌پره(نام علمی: Colius) نام یک سرده از تیره موش‌مرغ است.
گونه‌ها:
- موش‌مرغ خال‌خالی،  Colius striatus
- موش‌مرغ سرسفید،  Colius leucocephalus
- موش‌مرغ پشت‌سرخ،  Colius castanotus
- موش‌مرغ پشت‌سفید،  Colius colius